# Gęś (województwo pomorskie)
Gęś – wieś w Polsce położona w województwie pomorskim, w powiecie lęborskim, w gminie Wicko w pobliżu drogi wojewódzkiej nr . 

## Historia
W czasie II wojny światowej znajdował się tutaj podobóz ewakuacyjny KL Stutthof. Śmierć poniosło tutaj ok. 200-u więźniów tego obozu. Po wojnie prochy ich przeniesiono na cmentarz w Krępie Kaszubskiej. W 2001 roku odsłonięto pomnik pamięci ofiar Marszu Śmierci w miejscu byłego obozu, autorstwa Tomasza Sobisza. 

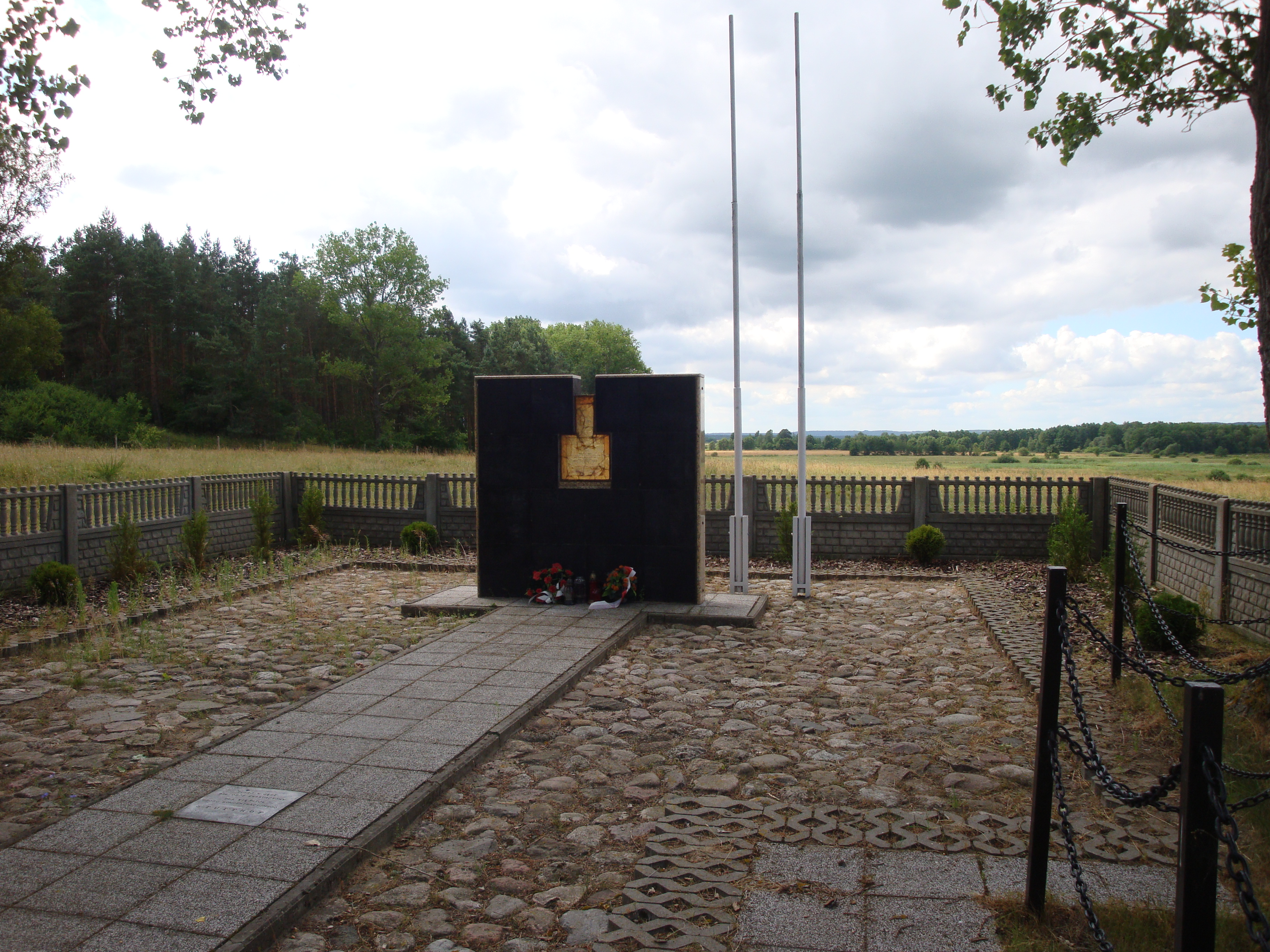
Pomnik w Gęsi

W latach 1975–1998 miejscowość położona była w województwie słupskim.